# Wallfahrtskirche Maria Hilf (Amberg)

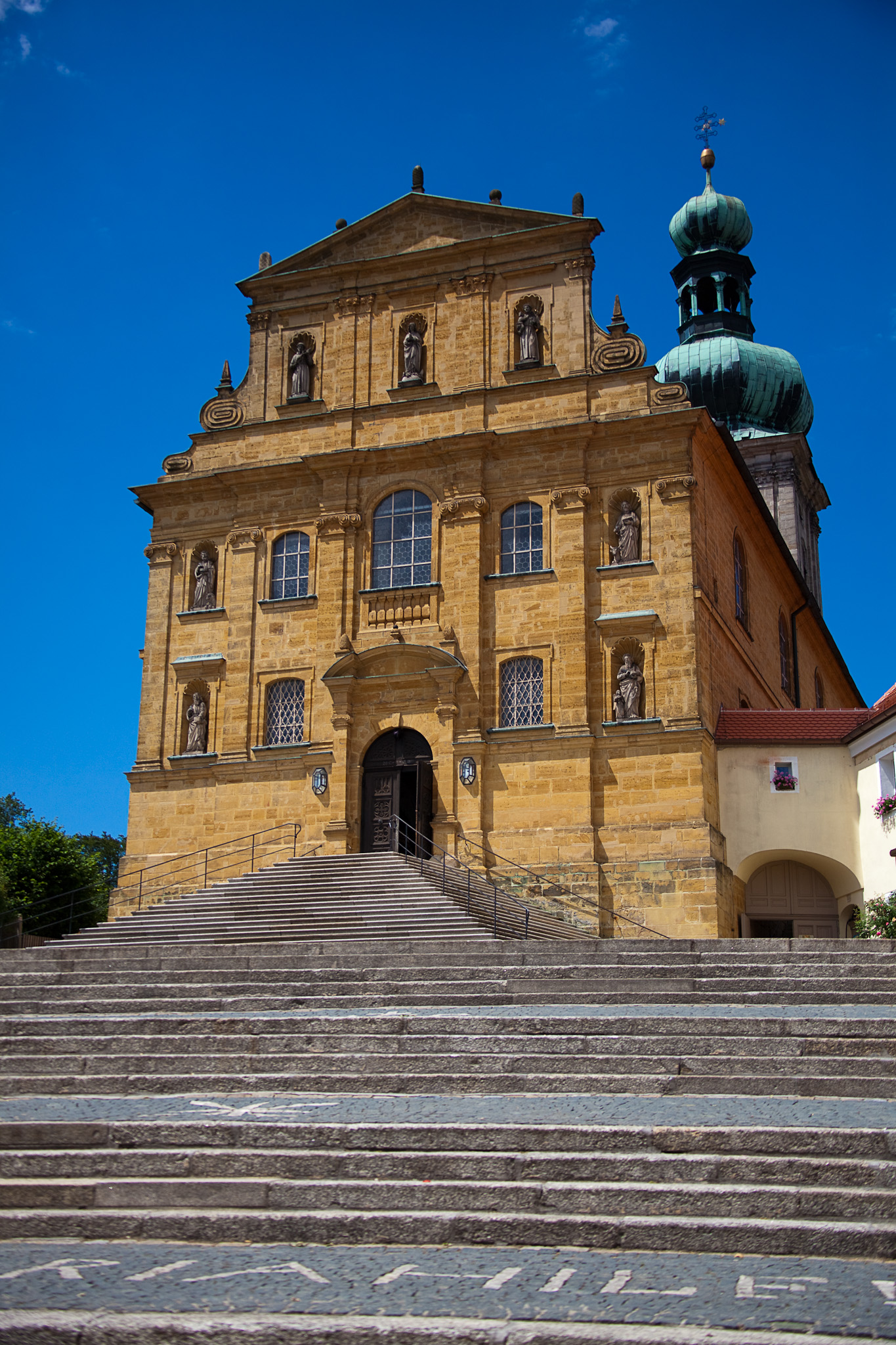
Wallfahrtskirche Maria Hilf in Amberg

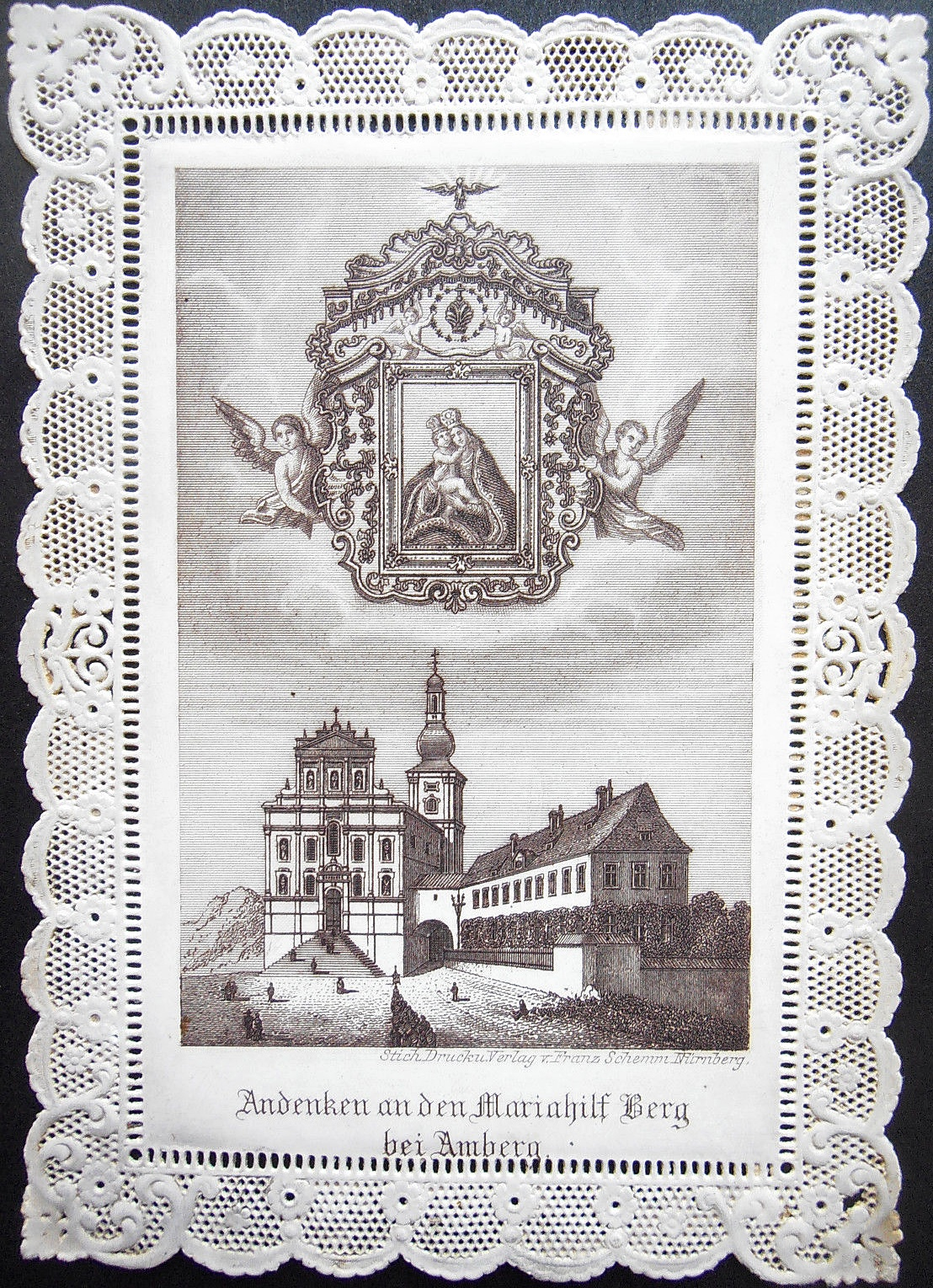
Andachtsbildchen, um 1880

Die Wallfahrtskirche Maria Hilf ist eine Wallfahrtskirche auf dem Mariahilfberg in Amberg.

## Geschichte der Wallfahrt

### Ursprung der Wallfahrt
Die Geschichte der Wallfahrt geht auf die Jahre 1633/34 zurück, als während des Dreißigjährigen Kriegs in Amberg die Pest wütete. Die notleidende Bevölkerung der Stadt wandte sich an die Gottesmutter Maria um Hilfe und gelobte, ihr zum Dank alljährlich Wallfahrten durchzuführen, wenn Rettung käme. Der Rektor des Jesuitenkollegs P. Caspar Hell stiftete ein Gnadenbild, eine Kopie des berühmten Gnadenbilds Mariahilf von Lucas Cranach dem Älteren, das sich im Innsbrucker Dom befindet. Es wurde am 3. September 1634 auf dem 529 Meter hohen Berg (heute: Mariahilfberg) zunächst im Turm der alten Burg aufgehängt, der zu einer Kapelle hergerichtet wurde. 1641 errichtete man eine eigene Votivkapelle, die sich jedoch schon bald als zu klein für die sich entwickelnde Wallfahrt erwies. Nach einem Brand, bei dem das Gnadenbild verschont blieb, setzte der Wiederaufbau ein, der 1651 mit der Weihe der Kapelle abgeschlossen wurde.

### Jubiläumsfeiern
Zum 100-jährigen Jubiläum der Wallfahrt fand 1734 eine großzügige Feier statt, die beginnend vom 1. Juli an acht Tage dauerte. Auch ein musikalisches Schauspiel der Zöglinge des Jesuitenkollegs fand statt, bei dem der Rekatholisierung der Oberpfalz nach der Schlacht am Weißen Berg gedacht wurde. Anlässlich des Jubiläums erhielt die Kirche drei neue Glocken und eine Orgel. Bei dem Jubiläum wurden 52.000 Hostien ausgeteilt. Eine ähnlich aufwändige Feier wurde 1784 anlässlich des 150-jährigen Jubiläums zelebriert; dabei wurde ein Triumphbogen aufgebaut, jede ankommende Prozession wurde vom Turmwächter mit einem Pistolenschuss angekündigt und dann mit Trompeten- und Paukenschall begrüßt. Da dieses Festjahr in die Zeit der Aufklärung fiel, wollte die Obrigkeit die Festivitäten eindämmen und bezeichnete sie „mehr bigotisch als zu Einführung einer wahren Andacht und Auferbaulichkeit gerichtet“. Diese Beschränkungsversuche fruchteten jedoch nicht, denn die Vorbereitungen waren schon weit gediehen und die Veranstaltung wurde über die geplanten acht Tage durchgeführt. Die Stadt Amberg sollte wegen dieses Ungehorsams mit einer Geldstrafe von 322 fl belegt werden, argumentierte aber, dass man die Vorbereitungen im Vertrauen auf ihre Zustimmung getroffen habe, und die Strafe wurde erlassen.
1834 konnte wieder ein achttägiges Jubiläumsfest gefeiert werden. Dafür wurde ein päpstliches Ablassprivileg gewährt. Obwohl die Jubelzeit erst in den September 1834 fiel, wurde der Veranstaltungsbeginn auf den 2. Juli verlegt, da in der Regel „das Bier im July noch von besserer Qualität als im Herbste sei“. Die große Anzahl an Besuchern lässt sich an den 80.000 ausgeteilten Hostien ablesen. Auch zum 225. Wallfahrtsjubiläum wurde ein großes Fest gefeiert, Papst Pius IX. gewährte einen Ablass, und der Regensburger Bischof Ignatius von Senestrey eröffnete am 1. Juli die Feierlichkeiten mit einer Predigt „an das gläubige Volk, welches in feierlicher Procession zur Wallfahrtskirche gezogen war“. Dieses wiederholte sich zum 250. Jubiläum 1884. Dafür wurde auch eine Wallfahrtsmedaille in Silber, Zinn und Kupfer (z. T. vergoldet) geprägt. Auch 1934 wurde trotz widriger Umstände wieder eine Jubiläumsfeier, diesmal mit dem Diözesanbischof Michael Buchberger, durchgeführt. Das Fest endete mit einem von dem Benediktiner P. Bonifaz Rauch gedichteten Festspiel, bei dem auch Lieder von Mater Wiltrude aus dem Kloster der Armen Schulschwestern von Regensburg zur Aufführung kamen. Es wurden bei diesem Fest 30.000 Wallfahrtszeichen aus Messing, teilweise versilbert, der Firma Carl Poellath Münz- und Prägewerk Schrobenhausen verkauft. 1984 wurde der 350. Jahrestag der Wallfahrt mit Bischof Manfred Müller begangen. Auch zu diesem Anlass wurde eine Medaille (100 Stück in Gold, 2500 in Silber und Rest in Kupfer), gestaltet von Rudolf Schörner, geprägt.

### Wallfahrt heute
Die Wallfahrtskirche ist noch heute Ziel vieler Wallfahrten, z. B. einer alljährlichen Dankprozession der Amberger Bevölkerung an einem Sonntag im Mai.
Hauptfest ist jedoch die alljährliche Bergfestwoche um das Fest Mariä Heimsuchung (2. Juli) herum, die mit ihrer Predigtreihe, aber auch mit weltlichen Angeboten wie Bier und Bratwürsten, Tausende von Pilgern aus der Umgebung anzieht. Die Wallfahrt auf den Mariahilfberg ist bis heute eine der größten Wallfahrten im Bistum Regensburg.

### Betreuung der Wallfahrt
Die Wallfahrtskirche wird vom Franziskanerorden betreut, und zwar zunächst vom Franziskanerkloster in der Stadt aus, ab 1689 in einer kleinen Zweigstelle (Hospitium) auf dem Mariahilfberg. Beide Niederlassungen gehörten zur Bayerischen Franziskanerprovinz und wurden 1802 im Zuge der Säkularisation aufgehoben. 1832 genehmigte König Ludwig I. auf Ersuchen des Magistrats und aufgrund eines Gutachtens des Bischöflichen Ordinariats die Rückkehr der Franziskaner und die Wiedereröffnung des Hospitiums auf dem Mariahilfberg, das vorerst mit zwei oder drei Priestern und einem Laienbruder besetzt werden sollte. Das Stadtkloster wurde nicht wieder errichtet. 1908 erfolgte die Erhebung des Hospizes zu einem Konvent. Damals lebten vier Patres, sieben Laienbrüder sowie drei Kandidaten im Kloster.
Seit sich die Franziskaner der Bayerischen Provinz 2007 aus Personalmangel zurückzogen, wird seit dem 1. September 2007 das Kloster von fünf polnischen Franziskanern der Ordensprovinz „Mutter Gottes von den Engeln“ aus Krakau bewohnt, die als Wallfahrtsseelsorger tätig sind.

## Wallfahrtskirche
Die erste Kirche auf dem Mariahilfberg war ein runder Kapellenbau. Bereits 1646 brannte diese Kapelle allerdings kurz vor ihrer Vollendung aus unbekannten Gründen völlig aus. Das Gebäude wurde unmittelbar wiederhergerichtet und konnte 1651 eingeweiht werden. Nachdem der Berg immer mehr Wallfahrer anzog, war ein größerer Kirchenbau erforderlich geworden. 1696 begann man mit dem Bau der heutigen barocken Wallfahrtskirche an der Stelle der abgegangenen Burg Amberg. Die Pläne stammten von Wolfgang Dientzenhofer, die Bauausführung wurde von Georg Peimbl geleitet. Die Stuckaturarbeiten und der Hochaltar stammen von Giovanni Battista Carlone, die Deckenfresken, die die Geschichte der Wallfahrt zeigen, von Cosmas Damian Asam. Der Bau war 1702 vollendet und wurde 1711 geweiht. 1726 wurde der Kirchturm gebaut, die Treppenanlage 1859. 1934 sowie 1976–81 fanden umfangreiche Renovierungen statt.

## Baubeschreibung
Der Vorplatz der Kirche ist durch eine monumentale dreiseitige Treppenanlage aus 23 Granitstufen und einem Freialtar geprägt. Aufgrund der räumlichen Gegebenheiten ist die Kirche selbst nicht wie üblich geostet, sondern nach Nordwesten ausgerichtet.

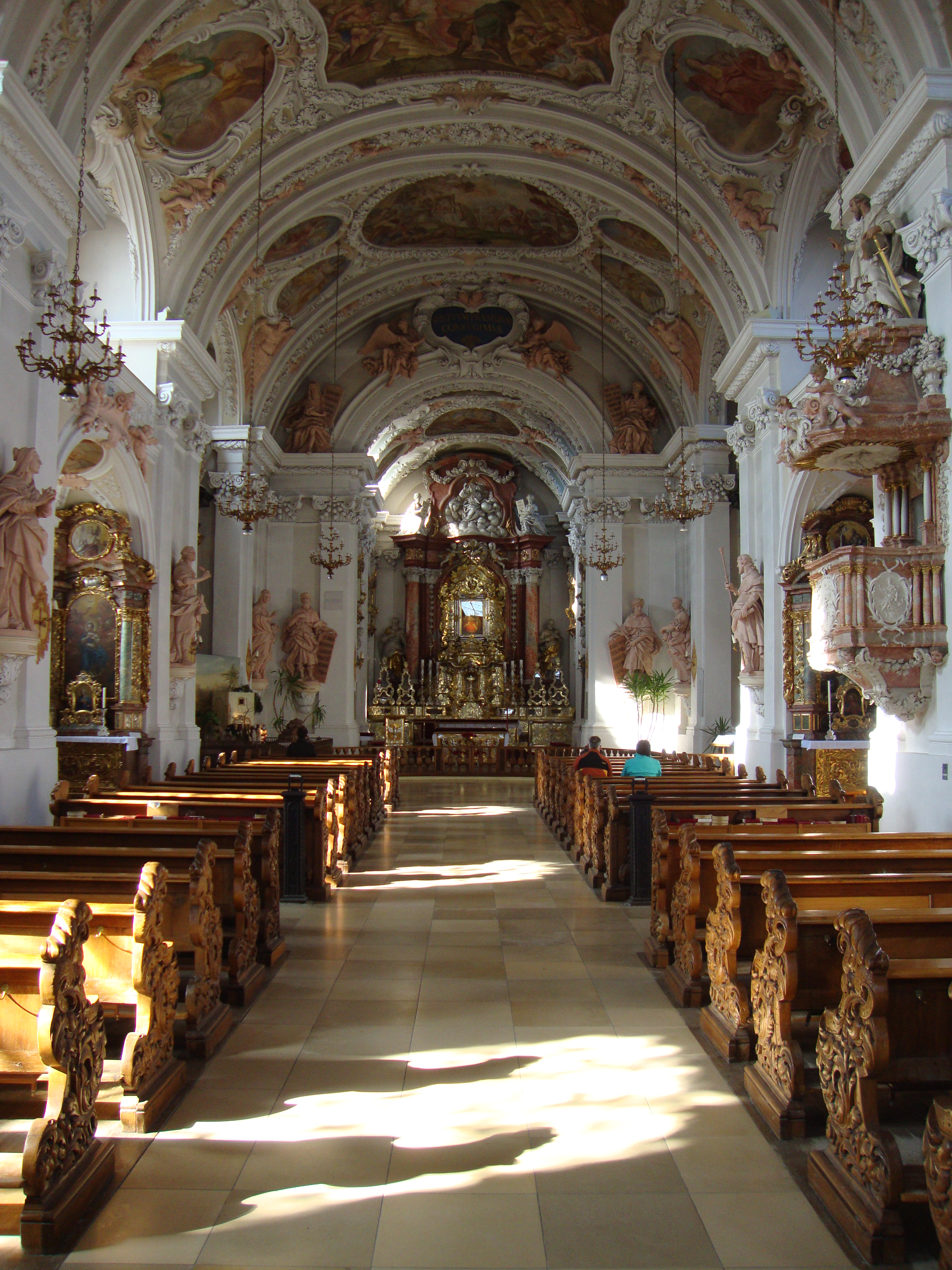
Innenraum

Der Innenraum präsentiert sich als einschiffiger Rechteckbau mit einem stark eingezogenen zweijochigen Chor. Zwischen die Wandpfeiler sind Emporen eingezogen, die im unteren Bereich je drei Seitenkapellen entstehen lassen.
Der Deckenraum ist mit schweren plastischen Stuckarbeiten verziert, die fünf große und zahlreiche kleinere Fresko-Gemälde einschließen. Das Bildprogramm der Hauptfresken stellt die Geschichte der Wallfahrt dar. Die Motive sind, vom Chor aus in Richtung Eingang:
- Pest in Amberg 1634
- Übertragung des Gnadenbildes in den Bergfried
- Rettung des Gnadenbildes während des Brandes 1646
- Weihe der Wallfahrtskirche Mariahilf
- Gläubige pilgern zum Mariahilfberg

In den 1703 aus Marmor und Stuck geschaffenen Hochaltar ist als Herzstück das Gnadenbild eingefasst. Die Bilder der Seiten- und Kapellenaltäre zeigen Szenen aus dem Neuen Testament und Heiligenlegenden. Bestimmend für den Raumeindruck sind ferner eine Reihe monumentaler Stuckfiguren von biblischen Gestalten, die von Paul d’Aglio 1717 geschaffen wurden.

## Orgel

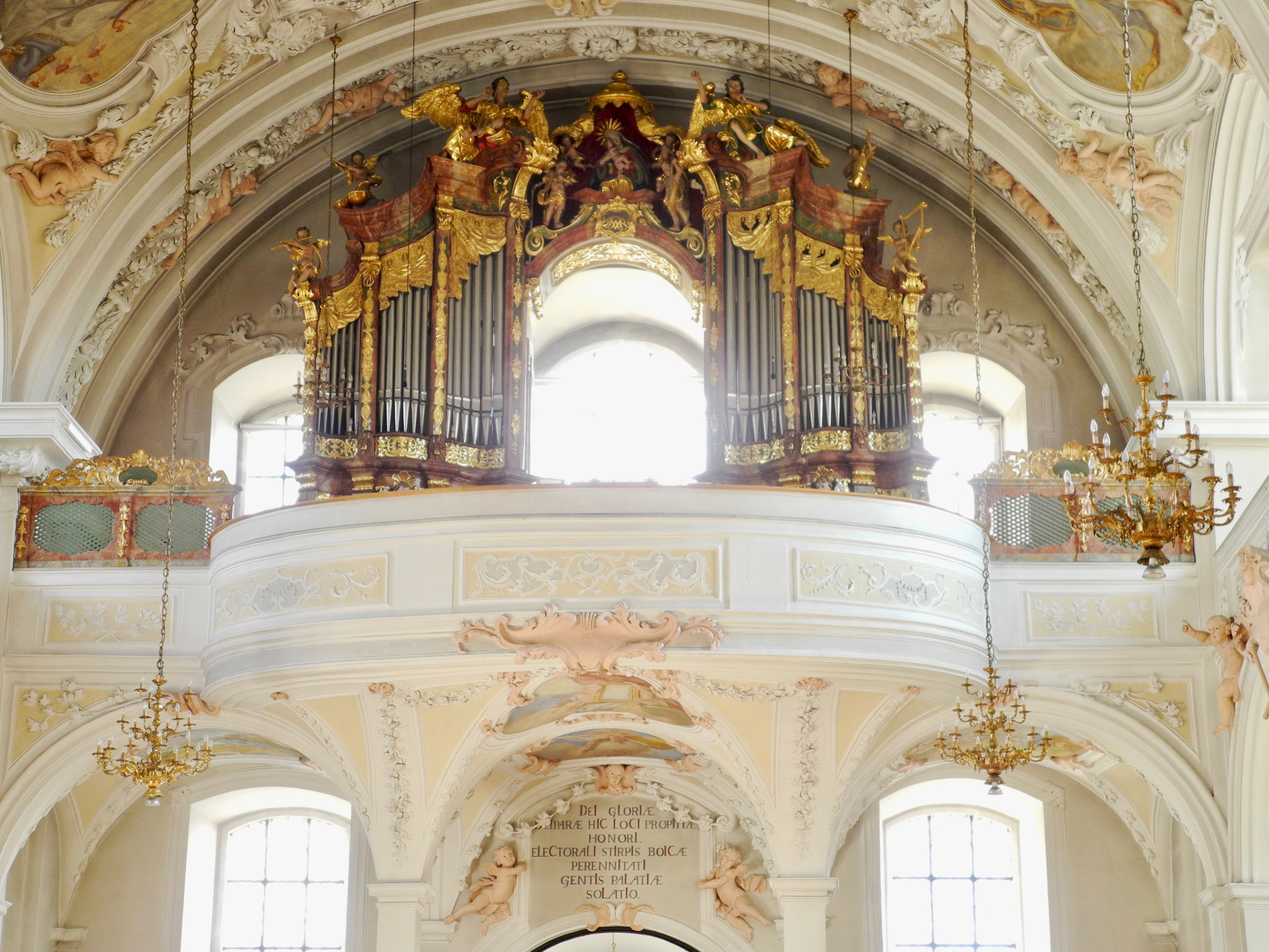
Funtsch-Orgelgehäuse von 1733

1733 fertigten Johann Baptist Funtsch aus Amberg und sein Kompagnon Jakob Theodor Berns ein neues Orgelwerk mit elf Registern. Das Gehäuse als ältestes seiner Art aus der Oberpfälzer Schaffensperiode mit Berns lässt das Mittelfenster frei. Es spiegelt noch den mainfränkischen Typus wider. Johann Konrad Brandenstein erweiterte das Werk 1743, ebenso 1773 Sohn Johann Conrad Funtsch und 1817 Wilhelm Hepp. 1875 baute Georg Zweck die Orgel auf 21 Register um, beseitigte die kurze Oktav und erweiterte den Tonumfang bis f3.Er rückte das Gehäuse nach vorne. Doch schon 1881 erfolgte ein Registeraustausch, 1884 ein vernichtendes Gutachten von Franz Borgias Maerz (München), der 1902 ein neues Instrument (op. 423, 16 Register auf pneumatischen Kegelladen) lieferte. Hermann Kardos (Vilseck) erweiterte es 1948 auf 19 Register, dabei wurde das Fenster zugebaut. Der nächste Neubau erfolgte 1978. Reinhard Weise und OSV Eberhard Kraus (Regensburg) stellten einen Neubau auf mechanischer Schleiflade (erstaunliche 25/III/P) in das kompakte Funtsch-Gehäuse. Die Posaune 8' im Pedal wurde mittlerweile durch ein Fagott 16' ersetzt. Ein stilistisch stimmiger Orgelneubau ist in Planung (Stand: 2025).
Die ursprüngliche Disposition (kurze Oktav) von J. B. Funtsch/Berns. 1742 Ergänzungen durch Brandenstein (B), 1773 Funtsch (F), 1817 Hepp (H).
| Hauptwerk CDEFGA–c3 |                    |       |
| 1.                  | Principal          | 8′    |
| 2.                  | Coppel             | 8′    |
| 3.                  | Viola da Gamba (B) | 8′    |
| 4.                  | Bordon (H)         | 8′    |
| 5.                  | Octav              | 4′    |
| 6.                  | Quint              | 3′    |
| 7.                  | Superoctav         | 2′    |
| 8.                  | Quint              | 1 ⁄3′ |
| 9.                  | Mixtur IV          | 1′    |

| Positiv CDEFGA–c3 |                 |    |
| 10.               | Coppel          | 8′ |
| 11.               | Echo (B)        | 8′ |
| 12.               | Flauten         | 4′ |
| 13.               | Waldflauten (B) | 2′ |

| Pedal CDEFGA–a0 |                |     |
| 14.             | Subbass        | 16′ |
| 15.             | Octavbass      | 8′  |
| 16.             | Violonbass (F) | 8′  |

Die Disposition der aktuellen Weise-Orgel:
| Hauptwerk C–g3 |             |       |
| 1.             | Prinzipal   | 8′    |
| 2.             | Flûte douce | 8′    |
| 3.             | Oktav       | 4′    |
| 4.             | Holzflöte   | 4′    |
| 5.             | Quint       | 2 ⁄3′ |
| 6.             | Prinzipal   | 2′    |
| 7.             | Mixtur IV   | 1 ⁄3′ |

| Schwellwerk C–g3 |                |            |
| 8.               | Bleigedackt    | 8′         |
| 9.               | Gamba          | 8′         |
| 10.              | Prinzipal      | 4′         |
| 11.              | Gemshorn       | 2′         |
| 12.              | Sesquialter II | 2 ⁄3′      |
| 13.              | Larigot II     | 1′ + 1 ⁄3′ |
| 14.              | Zimbel III     | 1⁄3′       |

| Brustwerk C–g3 |                  |        |
| 15.            | Holzflöte        | 8′     |
| 16.            | Rohrflöte        | 4′     |
| 17.            | Prinzipal        | 2′     |
| 18.            | Septenhörnle III | 1 3⁄5′ |
| 19.            | Scharff III      | 2⁄3′   |
| 20.            | Trompetenregal   | 8′     |

| Pedal C–f1 |                 |       |
| 21.        | Subbass         | 16′   |
| 22.        | Violonbass      | 8′    |
| 23.        | Choralbass      | 4′    |
| 24.        | Rauschpfeife IV | 2 ⁄3′ |
| 25.        | Fagott          | 16′   |

## Glocken
Im Turm hängen sechs Glocken; zwei entstammen der Barockzeit. Jeden Donnerstagabend erklingt nach dem Angelus- bzw. Armeseelenläuten die große Glocke zum Gedächtnis an die Todesangst Christi. Das Vollgeläut erklingt nur an Hochfesten.
| Nr. | Name                                | Gussjahr | Gießer, Gussort                 | Durchmesser (mm) | Masse (kg, ca.) | Schlagton (HT-1/16) |
| 1   | Jubiläums- und Gefallenenglocke     | 1950     | Johann Hahn, Landshut           | 1746             | 3200            | a0 +4               |
| 2   | Marien- und Johannes-Nepomuk-Glocke | 1729     | Gabriel Magnus Reinburg, Amberg | 1560             | 1900            | c1 +10              |
| 3   | Angelusglocke                       | 1746     | Ferdinand Dietrich, Straubing   | 1268             | 1340            | d1 +11              |
| 4   | Antoniusglocke                      | 1950     | Johann Hahn, Landshut           | 1170             | 920             | e1 +7               |
| 5   | Josefsglocke                        | 1971     | Rudolf Perner, Passau           | 1025             | 607             | g1 +10              |
| 6   | Johannes-Capistran-Glocke           | 1971     | Rudolf Perner, Passau           | 930              | 455             | a1 +7               |